# Helmut Weinberger
Helmut Weinberger (* 30. Jänner 1932 in Wattens; † 11. April 2023 in Hall in Tirol) war ein österreichischer Politiker (SPÖ). Weinberger war von 1975 bis 1990 Abgeordneter zum Nationalrat.
Weinberger besuchte die Pflichtschule und war ab 1946 als Fabriksarbeiter beschäftigt. Er war ab 1959 als kaufmännischer Angestellter und Leiter des Rationalisierungsbüros BEDAUX tätig und übernahm 1964 die Leitung der Personalabteilung der Firma Bunzl & Biach AG. Neben seiner beruflichen Tätigkeit engagierte sich Weinberger zwischen 1953 und 1957 als Arbeiterbetriebsrat und war ab 1964 Betriebsratsobmann der Angestellten der Papierfabrik Wattens. Zudem wirkte er zwischen 1968 und 1985 als Gemeinderat von Wattens und hatte innerparteilich ab 1972 die Funktion des Bezirksvorstandes und Vorsitzenden-Stellvertreters der SPÖ Wattens inne. Er war zudem Mitglied des Landesparteivorstandes der SPÖ Tirol, Mitglied der Landesleitung der Gewerkschaft der Privatangestellten für Tirol und Kammerrat der Kammer für Arbeiter und Angestellte für Tirol. Des Weiteren war Weinberger ab 1977 Vorsitzender der SPÖ Wattens und hatte zwischen 1986 und 1987 das Amt des Zweiten Vizebürgermeister von Wattens inne. Weinberger vertrat die SPÖ vom 4. November 1975 bis zum 4. November 1990 im Nationalrat. 